# Key (cantante)
Key (키?, K'i?, KiLR), pseudonimo di Kim Ki-bum (김기범?, 金起範?, Gim Gi-beomLR, Kim KipŏmMR; Daegu, 23 settembre 1991), è un cantante, attore e conduttore televisivo sudcoreano.
Nato e cresciuto a Daegu, si è trasferito a Seul dopo aver passato l'audizione con la SM Entertainment. Nel maggio 2008, ha debuttato come membro del boy group Shinee.

## Discografia

### Album in studio
- 2018 – Face
- 2022 – Gasoline

## Filmografia

### Cinema
- Kkonminam yeonswae tereosageon (꽃미남 연쇄 테러사건), regia di Lee Kwon (2007)
- I AM. (아이엠), regia di Choi Jin-seong (2012)
- SMTown: The Stage, regia di Bae Sung-sang (2015)
- Hit-and-Run Squad (뺑반). regia di Han Jun-hee (2019)

### Televisione
- Nae sarang geumji-og-yeop (내 사랑 금지옥엽) – serie TV, episodi 9-10 (2008)
- Idol ki-ugi (아이돌 키우기) – programma televisivo (2010)
- Dorongnyong dosa-wa geurimja jojakdan (도롱뇽도사와 그림자 조작단) – serie TV, episodio 4 (2012)
- We Got Married Global Edition (우리 결혼했어요) – programma televisivo (2014)
- Honsunnamnyeo (혼술남녀) – serie TV (2016)
- Master Key (마스터 키) – programma televisivo, episodi 4-5, 7-11 (2017)
- Pasukkun (파수꾼) – serie TV (2017)
- Keyword #BoA (키워드#보아) – programma televisivo (2018)
- DoReMi Market (도레미마켓) – programma televisivo (2018-in corso)
- Na honja sanda (나 혼자 산다) – programma televisivo (2021-in corso)